# مؤتمر المنظمات القومية للمستعمرات البرتغالية
مؤتمر المنظمات القومية للمستعمرات البرتغالية هي منظمة تأسست في 18 أبريل عام 1961 في الدار البيضاء في المغرب بهدف التنسيق والتعاون بين حركات التحرير الوطنية للمستعمرات البرتغالية في إفريقيا خلال الحرب الاستعمارية البرتغالية.

## لمحة تاريخية
ضمّ مؤتمر المنظمات القومية للمستعمرات البرتغالية كلًا من: الحزب الإفريقي لاستقلال غينيا والرأس الأخضر من دولتي غينيا بيساو والرأس الأخضر، والحركة الشعبية لتحرير أنجولا من أنجولا، والاتحاد الديمقراطي الوطني الموزمبيقي وجبهة تحرير موزمبيق من موزمبيق، وحركة تحرير ساو تومي وبرينسيب التابعة للحزب الاشتراكي الديمقراطي في ساو تومي وبرينسيب، كما حضر وفد من حزب القوميين الهنود من ولاية جوا الهندية، وحضر المؤتمر الصحفي البرتغالي أكينو دي براغانكا، وكان مارسيلينو دوس سانتوس رئيس الاتحاد الديمقراطي الوطني الموزمبيقي هو أول أمين عام لمؤتمر المنظمات القومية للمستعمرات البرتغالية بينما كان ماريو بينتو دي أندرادي رئيس الحركة الشعبية لتحرير أنجولا هو أول رئيس لمؤتمر المنظمات القومية للمستعمرات البرتغالية.
حل مؤتمر المنظمات القومية للمستعمرات البرتغالية بعد تأسيسه محل الجبهة الثورية للاستقلال الوطني للمستعمرات البرتغالية، والتي كان الحزب الأفريقي لاستقلال غينيا والرأس الأخضر قد أسسها من قبل بالتعاون مع الحركة الشعبية لتحرير أنجولا في تونس عام 1960. عُقد الاجتماع الثاني لمؤتمر المنظمات القومية للمستعمرات البرتغالية في العاصمة التنزانية دار السلام في أكتوبر عام 1965.